# Ignaz Kiechle
Ignaz Kiechle, né le 23 février 1930 à Kempten im Allgäu et décédé le 2 décembre 2003 à Kempten im Allgäu, est un homme politique allemand membre de l'Union chrétienne-sociale en Bavière (CSU).
Originaire de la Souabe, en Bavière, il siège au Bundestag de 1969 à 1994. Après avoir été vice-président du groupe de l'union CDU/CSU, il occupe le poste de ministre fédéral de l'Agriculture de 1983 à 1993, étant contraint de renoncer à la suite d'un infarctus du myocarde. Il s'est ensuite progressivement retiré de la vie politique.

## Éléments personnels

### Formation et carrière
Après avoir achevé ses études secondaires, il suit un apprentissage agricole, puis passe trois ans à suivre des études dans un lycée agricole, de 1949 à 1952. En 1958, il reprend la direction de l'exploitation familiale pour une durée de dix ans en tant que cultivateur. Il passe au statut de maître en 1960, et peut donc former à son tour plusieurs apprentis.

## Vie politique

### Parcours militant
Membre de l'Union chrétienne-sociale en Bavière (CSU) depuis 1953, il en préside le groupe de travail sur l'agriculture de 1971 à 1984, et la fédération de la région d'Oberallgäu pendant dix ans à partir de 1972. En 1980, il est élu membre du comité directeur du parti et y siège jusqu'en 1997.

### Des mandats locaux au Parlement
Il siège au conseil municipal de Sankt Mang, ainsi qu'à l'assemblée de la ville-arrondissement de Kempten im Allgäu de 1966 à 1972, et député fédéral de Bavière au Bundestag pendant vingt-cinq ans à compter de 1969, où il représente la circonscription d'Oberallgäu. Il occupe la présidence du groupe de travail sur l'Alimentation, l'Agriculture et les Forêts du groupe chrétien-démocrate de 1976 à 1982, étant simultanément porte-parole du groupe sur ces questions, avant d'être désigné, au mois d'octobre 1982, vice-président des députés de la CDU/CSU.

### Ministre fédéral de l'Agriculture
Le 30 mars 1983, Ignaz Kiechle succède au libéral-démocrate Josef Ertl, en poste depuis 1969, comme ministre fédéral de l'Alimentation, de l'Agriculture et des Forêts dans la coalition noire-jaune d'Helmut Kohl. Reconduit en 1987 puis 1990, il démissionne le 21 janvier 1993 après avoir été victime d'un infarctus du myocarde, puis il se retire progressivement de la vie politique.